# Seyatel (Krasnodar)
Seyatel (del ruso: Сеятель), es un jútor del raión de Kurgáninsk del krai de Krasnodar, en Rusia. Está situado en la cabecera del río Kuksa, afluente del río Labá, que lo es del Kubán, en las llanuras de Kubán-Priazov, 8 km al norte de Kurgáninsk y 120 km al este de Krasnodar. Tenía 122 habitantes en 2010
Pertenece al municipio Mijáilovskoye.